# Katlenburg (Katlenburg-Lindau)

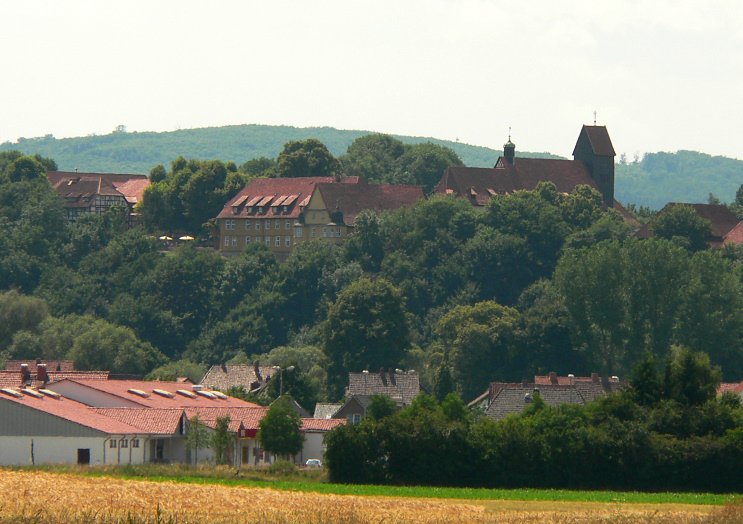
Die Katlenburg, das Wahrzeichen des Ortes

Katlenburg ([ˈkaːtlənbʊːrk], früher: Katlenburg-Duhm) ist der Name eines Ortsteiles der Gemeinde Katlenburg-Lindau im südlichen Niedersachsen. Mit 1851 Einwohnern (Juli 2018) ist Katlenburg der einwohnerstärkste Ort der Gemeinde sowie der Sitz der Gemeindeverwaltung.

## Geschichte
Erstmals urkundlich erwähnt wurde Katlenburg 1105. Die Bezeichnung Katlenburg wurde früher ausschließlich für die Katlenburg oberhalb des Ortes verwendet. Der restliche Teil der Ortschaft wurde als Duhm bezeichnet. Bis ins Jahr 1974 war Katlenburg-Duhm eine eigene Gemeinde. In diesem Jahr entstand nach der niedersächsischen Gebietsreform die Gemeinde Katlenburg-Lindau. Bis 1932 wurde der Ortsname zumindest bahnamtlich Catlenburg geschrieben.

### Duhm
Duhm war zunächst hufeisenförmig um den Berg gebaut; nach den Zerstörungen des Dreißigjährigen Krieges  entwickelte es sich zu einem Straßendorf entlang der Straße von Northeim nach Duderstadt. In der Ortsmitte befand sich außerdem eine für den Frachtverkehr wichtige Abzweigung in den Harz. Duhm war durch die Produktion von besonders reinem Leinen bekannt, da sich das Wasser der Steinlake besonders gut für die Verarbeitung des Flachses eignete. Bedeutung bekam der Ort durch die Errichtung einer Bahnstation im Jahre 1868, die zu einem raschen Bevölkerungswachstum führte. Auch durch den Zuzug von zahlreichen Flüchtlingen nach dem Zweiten Weltkrieg vergrößerte sich das Dorf auf Dauer, da viele hier bei der Fruchtweinfirma Dr. Demuth Arbeitsplätze fanden.

### Die Katlenburg
Die Katlenburg ist eine Burganlage im Ortsteil Katlenburg, die namensgebend für den Ort war. Die Burg entstand zu Beginn des 12. Jahrhunderts und wurde lange Zeit als Kloster und Sitz einer landwirtschaftlichen Domäne genutzt.
Das ehemalige Amt Katlenburg war verwaltungsmäßig Nachfolger des Klosters Katlenburg, das von den Grafen von Katlenburg gegründet worden war. Diese waren mächtige Herren, Grafen im Lisgau, gehörten dem Reichsadel an und errichteten hier im 10. Jahrhundert die Katlenburg. Als Graf Dietrich III., wahrscheinlich aus Frömmigkeit, auf dem Burgberg ein Kloster gründete, ließ er die Mauern der Burg niederreißen. Die Stiftung des Klosters wurde durch eine Urkunde aus dem Jahre 1105 bestätigt, die für Katlenburg, Gillersheim, Wachenhausen und Berka die erste urkundliche Erwähnung bedeutet. Von der Gründungszeit zeugt noch die romanische Krypta der Kirche auf dem Burgberg, in der auch der letzte Katlenburger Graf nach seinem Tode im Jahre 1107 begraben wurde. Im Jahre 1346 brannte das Kloster durch Brandstiftung nieder. Die Kirche wurde im gotischen Stil wieder aufgebaut, wie man noch heute an ihrem Chor sehen kann. Auch das so genannte Magazingebäude mit einer gotischen Kapelle, wahrscheinlich die ehemalige Propstei, stammt noch aus der Klosterzeit.
Das Kloster Katlenburg wurde zum bedeutendsten Grundherren der Umgebung; sein gesamter Besitz wurde 1525 in einem Lagerbuch dokumentiert. Doch nach Beginn der Reformation wurde das Kloster im Jahre 1534 aufgelöst. Der letzte Grubenhager Herzog, Philipp II., erbaute nun auf dem Burgberg ein Schloss und residierte hier für einige Jahre. Die Verwaltung des Besitzes, zu Klosterzeiten in den Händen eines Propstes, übernahm nun ein Amtmann des Fürstentums Grubenhagen. Er hatte seinen Amtssitz auf dem Burgberg, er verwaltete, zog die Abgaben ein und hielt Gerichtssitzungen. Im Jahre 1626 wurde der Amtssitz zerstört, jedoch kurz nach dem Ende des Dreißigjährigen Krieges wieder aufgebaut. Der Merianstich aus dem Jahre 1654 zeigt, dass zu ihm mehrere Gebäude und ein Gutshof gehörten.
Die ehemalige untere nördliche Hauptburg gehört heute der Kirchengemeinde. Der Südteil mit den Gebäuden des ehemaligen Amtshofes ist im Besitz der Gemeindeverwaltung. Dieser Bereich war lange Zeit zusammen mit dem südlichen Gartengelände als Jugendgästehaus und Herbergsbetrieb verpachtet. Im ehemaligen Amtsgarten wachsen als botanische Seltenheit kleinwüchsige Wildtulpen. Den südlichen Abschluss der Burg nach Süden bilden im Garten die im Erdboden steckenden Reste eines Kanonenturmes. In der Renaissance wurden Burgen und Schlösser durch vorgelagerte Bastionen gedeckt, um das Vorfeld gegen Feinde mit Geschützen abzusichern. Zur hier südlichen Feindseite war der Turm in allen Geschossen massiv gebaut, zum Schloss hin aber nur in Fachwerk erstellt, um ein geschütztes Festsetzen der Feinde bei Eroberung des Vorwerkes zu verhindern. Im Merianstich der „Catlenburg“ ist das links sichtbare Gebäude mit Fachwerkobergeschossen und Welscher Haube der im Renaissancestil zum Lustschloss umgebaute Rundturm. Dieses Gebäude scheint das vom Grubenhagener Fürsten Philipp II. umgebaute „Schlösschen“ zu sein. Eine Scheune auf dem Gelände beherbergt eine umfangreiche Sammlung ehemaliger DDR-Literatur des Pastors i. R. Martin Weskott. Dadurch ist die Burg als Bücherburg bekannt geworden.

### Die ehemalige Klosterkirche

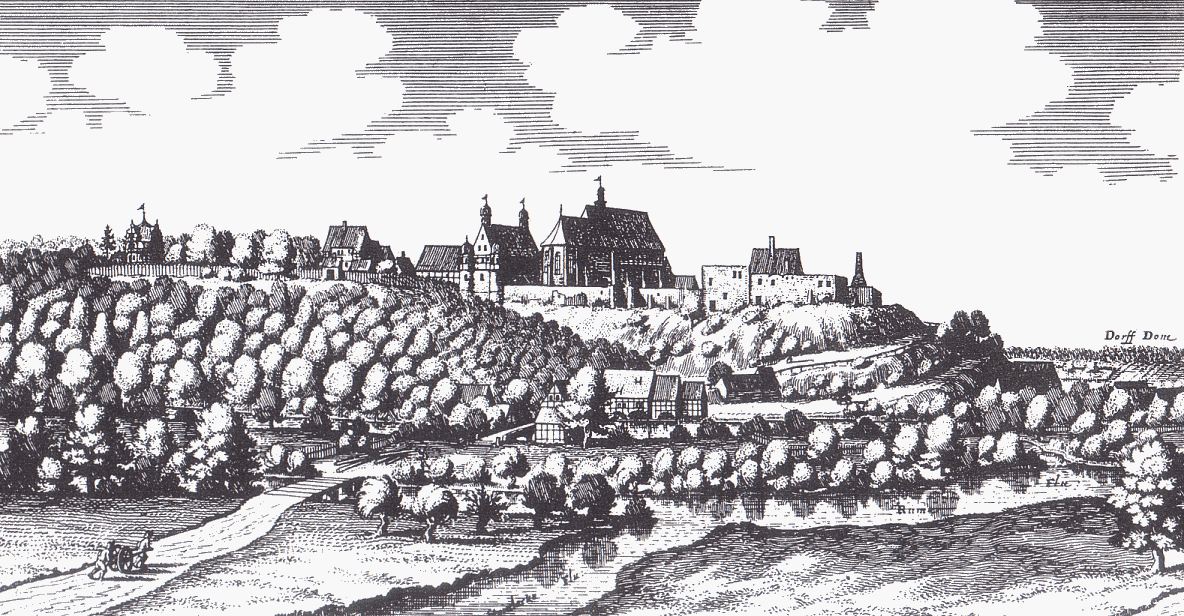
Merian-Stich der Katlenburg um 1654

Die ehemalige Klosterkirche St. Johannes besteht aus vier in verschiedenen Zeiträumen errichteten Bauteilen. Die im Osten gelegene Krypta (Unterkirche) besitzt romanische rippenlose Kreuzgewölbe wie auch das Erdgeschoss im Magazingebäude. Der darüber gebaute Chor wurde im gotischen Stil errichtet. Das westlich anschließende Kirchenschiff wird erst nach dem Brand 1626 entstanden sein. Verbaute Werksteine kleiner älterer Fenster in der Südmauer entstammen aber einer älteren Bauperiode. Der angesetzte Kirchturm ist erst in neuerer Zeit entstanden. Der Osteroder Holzschnitzer Andreas Gröber schuf nach dem Dreißigjährigen Krieg eine Kanzel und einen Altar, der später zu einem Kanzelaltar umgestaltet wurde.

## Politik

### Ortsrat
Der Ortsrat von Katlenburg setzt sich aus 11 Ratsmitgliedern der folgenden Parteien zusammen:
- CDU: 6 Sitze
- SPD: 4 Sitze
- AfD: 1 Sitz

(Stand: Kommunalwahl 2021)

### Ortsbürgermeister
- Ortsbürgermeister: Peter Hustedt (CDU)
- 1. stellv. Ortsbürgermeister: Rainer Lienemann (SPD)
- 2. stellv. Ortsbürgermeister: Tobias Grote (CDU)

(Quelle:)

### Wappen
- Das Kommunalwappen der damaligen Gemeinde Katlenburg wurde 1938 verliehen.[5]
- Die am 1. März 1974 durch Gesetz neugebildete Gemeinde Katlenburg-Lindau hat das Wappen der bisherigen Gemeinde Katlenburg übernommen.

| Wappen von Katlenburg | Blasonierung: „Im roten Feld ein schwarzer silbern bewehrter Adler.“ |
| Wappen von Katlenburg | Wappenbegründung: Katlenburg besteht aus dem Ort Duhm und der ehemaligen Grafenburg, dem Kloster, Schloß und der Domäne Katlenburg. Das nach dieser benannte Amt führte den schwarzen Adler im roten Feld. Das Wappen wurde heraldisch unkorrekt angefertigt (Siehe: Tingierung – Heraldische Farbregeln). |

## Religionen
- St.-Johannes-Kirche:

Auf dem Burgberg befindet sich diese evangelisch-lutherische Kirche, zum Kirchenkreis Leine-Solling gehörend (siehe auch: „Die ehemalige Klosterkirche“). Hier wirkte 1979–2017 der durch seine Bücherrettungsaktionen und kulturellen Aktivitäten bundesweit bekannt gewordene Pfarrer Martin Weskott.
- Herz-Jesu-Kirche:

Diese katholische Kirche wurde 1956 erbaut, nachdem sich durch Flucht und Vertreibung nach dem Zweiten Weltkrieg die Katholikenzahl in Katlenburg und Umgebung stark vergrößert hatte. 2009 erfolgte ihre Profanierung. Das am Kirchweg gelegene Gebäude wird heute als Tanzstudio genutzt. Die nächstgelegene katholische Kirche befindet sich heute 4 km entfernt in Lindau.
- Neuapostolische Kirche:

Von der neuapostolischen Gemeinde Northeim aus wurde 1982 in Katlenburg-Lindau eine Gottesdienststation eingerichtet. Am 18. März 1992 wurde in Katlenburg die Neuapostolische Kirche im Buschgarten 24 geweiht. Am 21. März 2008 fand dort der letzte Gottesdienst statt. Das Kirchengebäude wurde verkauft und wird als Wohngebäude genutzt. Heute befindet sich die nächstgelegene neuapostolische Kirche im 9 km entfernten Northeim.

## Kultur und Sehenswürdigkeiten

### Baudenkmale
- In der Liste der Baudenkmale in Katlenburg-Lindau sind für Katlenburg 23 Baudenkmale aufgeführt.

### Naturdenkmale
- „Gerichtslinde“ alte Gerichtslinde in Katlenburg
- „Luthereiche“ alte Eiche in Katlenburg
- Eiche am Waldrand, nördlich des Dutberges

Siehe: Liste der Naturdenkmale im Landkreis Northeim

## Wirtschaft
Katlenburg ist Sitz der Katlenburger Kellerei, eines bekannten Familienunternehmens.